# Carbunculosis
Enfermedad infecciosa dérmica relacionada con el  Estafilococo áureo, por lo que se la conoce también como Infección Estafilocócica de la Piel.
Se define como carbunculosis la presencia de dos o más furúnculos que se desarrollan profundamente en la piel y en tejidos blandos y puede resultar en una patología grave si no recibe el tratamiento adecuado ya que puede afectar a otros órganos a través de la sangre.

## Causas y epidemiología
Furúnculos y carbúnculos son la progresión natural de una foliculitis infecciosa. En muchas ocasiones el agente causal de la infección es el S. aureus. Puede aparecer en cualquier zona del cuerpo, pero con mayor frecuencia en las áreas expuestas a fricción de la ropa.
Se han descrito casos relacionados con la fricción que producen los toboganes de agua y la infección por Pseudomonas aeruginosa.
Por lo general el carbúnculo se desarrolla en una masa libre y ocasionalmente abierta al aire, permitiendo el drenaje del contenido purulento, ya sea de manera espontánea o tras practicarle una incisión con tal fin.

### Factores de riesgo
- Fricción con ropa.[1]
- Afeitado.
- Medicamentos anticancerígenos y tratamientos prolongados con esteroides.[4]
- Obesidad
- Higiene deficiente
- Mala salud general, incluyendo déficit inmune.

### Complicaciones
La evolución de la infección puede llevar al paciente a sufrir una bacteriemia a raíz de la cual pueden infectarse otros órganos produciendo infecciones locales profundas como la osteomielitis, o la endocarditis.

## Síntomas y tratamiento
Además de la evidente lesión en la piel cuyo entorno aparecerá inflamado e hipersensibilizado, pueden presentarse síntomas sistémicos.
Son habituales la fiebre y el malestar general, que pueden ser patognomónicos de la carbunculosis, ya que raramente aparecen a causa de una foliculitis o una furunculosis. Esto se debe a que la mayor extensión de la infección y el estado más avanzado de la misma, obligan al organismo crear una respuesta inmunológica más potente y por lo tanto sintomática.
Se recomienda como tratamiento efectuar una incisión ligera y drenar el contenido purulento desde la "punta" de la lesión que aparecerá más brillante. Hay que prestar mucho cuidado para no cortar demasiado de la pseudo cápsula o ampolla en la que se ubica la infección, ya que se podría causar una sepsis de consecuencias fatales. Las loculaciones se deben romper con la ayuda de un hemostato y la herida cubierta con una gasa yodada para posibilitar futuros drenajes.
Los casos más severos requieren tratamiento antibiótico contra el agente causal como cloxaciclina o una cefalosporina de primera generación como la cefazolina.
Si el médico lo considera oportuno, podrá recetar analgésicos, antiinflamatorios o antipiréticos.